# Degenfeld (Adelsgeschlecht)

Stammwappen derer von Degenfeld

Degenfeld, später auch Degenfeld-Schonburg ist der Name einer adeligen Familie, die seit dem 13. Jahrhundert mit Lehnsrechten versehen in Baden und Württemberg nachgewiesen ist. Die Familie spaltete sich im späten 16. Jahrhundert in die Linien Degenfeld-Neuhaus und Degenfeld-Eybach. Die Linie Eybach heißt seit dem frühen 18. Jahrhundert Degenfeld-Schonburg und spaltete sich um 1800 in vier Linien auf. Die Linie Neuhaus starb 1921 im Mannesstamm aus.

## Geschichte

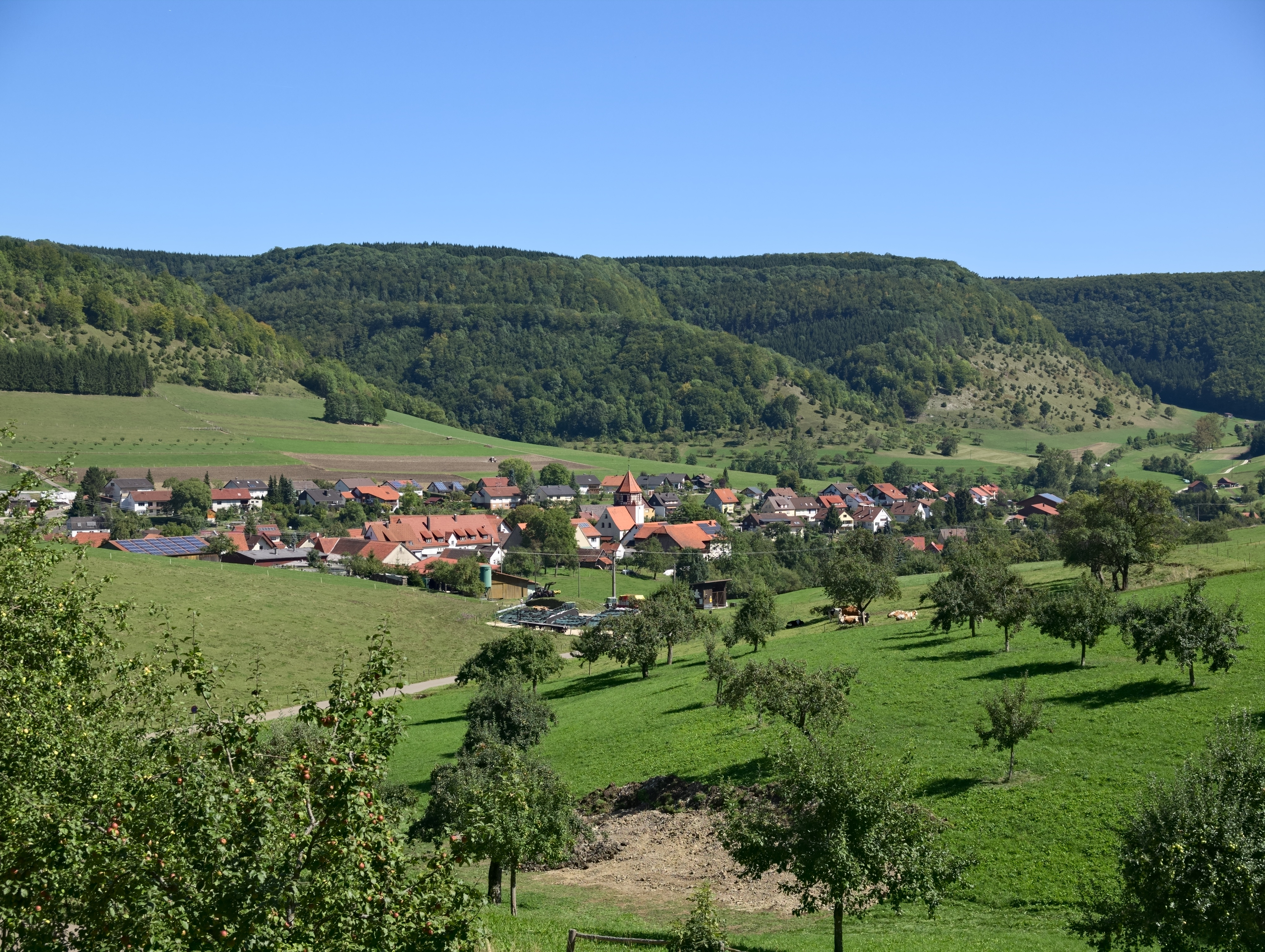
Degenfeld bei Schwäbisch Gmünd war der Stammsitz der Familie. Die Burg auf dem Bergsporn über dem Ort ist abgegangen.

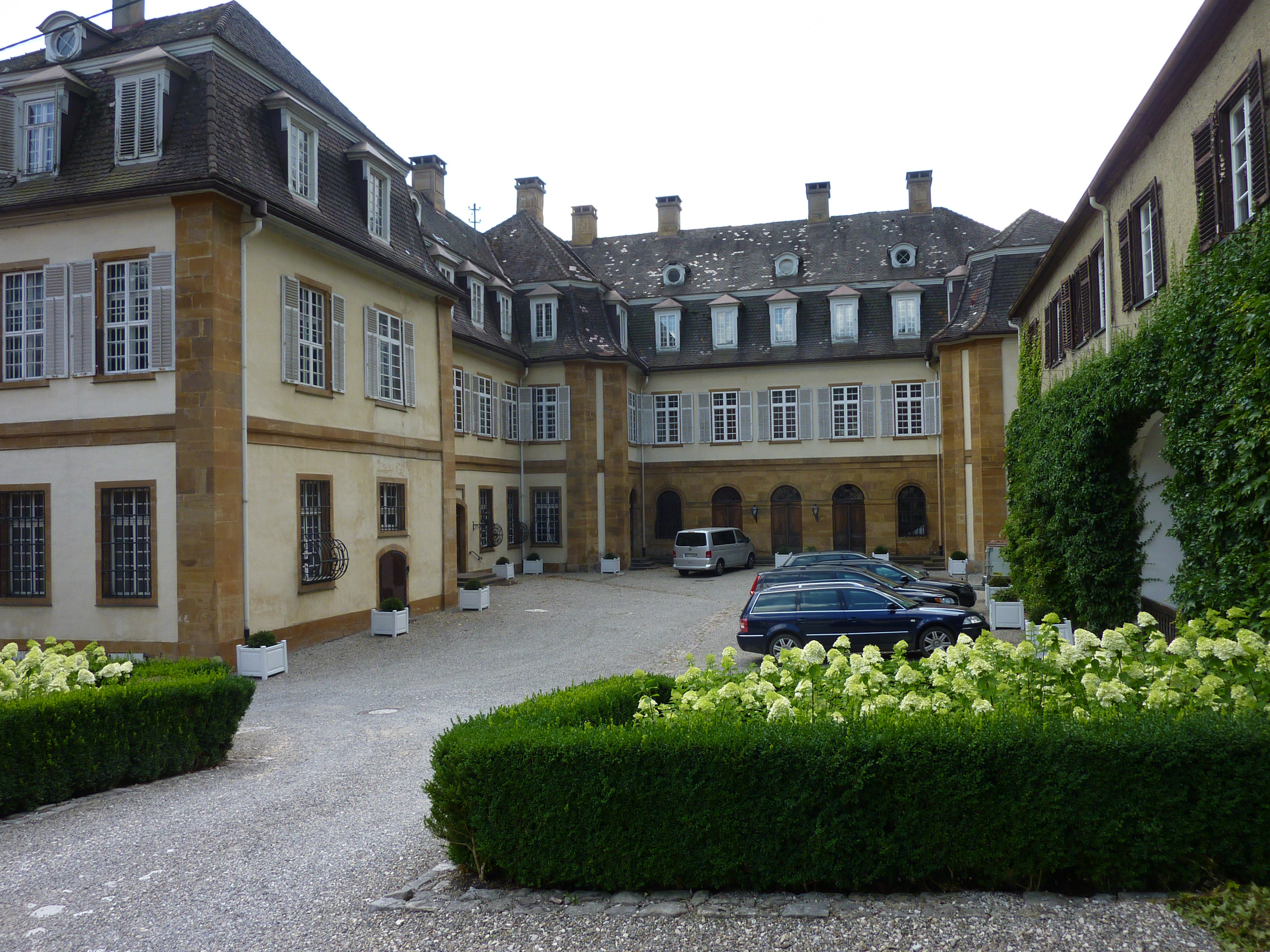
Schloss Eybach, seit dem 16. Jahrhundert bis heute im Familienbesitz, ab 1766 neu erbaut

Die ersten urkundlichen Erwähnungen waren die des Ulricus de Degenfeld, miles (= Ritter) und 1281 die des Conrad von Degenfeld. Dieser war Vormund von Johann, Herzog in Schwaben und Sohn des Königs Rudolf I., und errichtete den Stammsitz, Burg Degenfeld, im gleichnamigen Ort Degenfeld bei Schwäbisch Gmünd. Die Stammreihe beginnt mit Conradin von Degenfeld, tot 1360. Das Geschlecht gehörte der schwäbischen Reichsritterschaft, Kantone Kocher und Kraichgau an.
Ab 1456 war die Burg Hoheneybach bei Eybach (heute Ortsteil von Geislingen an der Steige) der Hauptsitz der Familie. In der Mitte des 16. Jahrhunderts kam in Eybach auch noch das Schloss Eybach hinzu. Die Burg ist im Lauf der Jahrhunderte abgegangen, während man das Schloss unterhalten und nach dem Dreißigjährigen Krieg als Hauptsitz der Familie erneuert hat.
In der Reformation traten die meisten Degenfelder zur evangelischen Konfession über. Erst Graf Götz Christoph von Degenfeld-Schonburg (1806–1895) und seine Gemahlin Ernestine, geb. von Varnbüler, konvertierten 1853 vom Protestantismus zum katholischen Glauben, wodurch der Graf seine Stellung am württembergischen Hof verlor.
Im Jahr 1580 erwarb Landhofmeister Christoph von Degenfeld († 1604) die Burg Neuhaus bei Ehrstädt. 1594 wurde die Burg abgerissen und 1596/97 an der gleichen Stelle das Schloss Neuhaus erbaut. Der Stammsitz Schloss Degenfeld in Gmünd wurde dagegen 1597 für 17.500 Taler an Herzog Friedrich I. von Württemberg verkauft.
Christoph Degenfelds Sohn Johann Christoph begründete auf Schloss Neuhaus die Linie Neuhaus, die Besitz in Ehrstädt, Waibstadt, Unterbiegelhof, Eulenhof und Wagenbach hatte. Im 18. Jahrhundert war der Besitz der Linie zeitweise in fünf Teile zersplittert, deren Besitzer untereinander zerstritten waren. Johann Christophs Ururenkel Christoph Ferdinand I. einte den Besitz 1760 wieder auf sich, fachte aber auch den schon länger währenden Unmut seiner Untertanen an, der erst später von seinen drei im Kondominat herrschenden Söhnen beigelegt werden konnte. Sein Sohn Christoph Ferdinand III. erbaute 1769 Schloss Ehrstädt. Die Linie Neuhaus stellte vor allem im 19. Jahrhundert hohe badische Militärpersonen, starb aber 1921 im Mannesstamm aus. Ihr Besitz kam durch Heiraten und Erbe an die Familien von Gemmingen (Neuhaus) und Thumb von Neuburg (Ehrstädt). In Sinsheim-Ehrstädt erinnert die Von-Degenfeld-Straße an die einstigen Ortsherren.
Landhofmeister Christophs jüngerer Sohn Konrad von Degenfeld führte die Linie Eybach fort, wurde jedoch noch in jungen Jahren am 10. Oktober 1600 in Geradstetten vom Schorndorfer Obervogt Jakob von Gültlingen erstochen. Die Tat ging in viele Chroniken und die Liedsammlung Des Knaben Wunderhorn ein. Konrad von Degenfeld hinterließ vier Söhne: Konrad, Christoph Wilhelm, Christoph Wolfgang und Christoph Martin, wobei Letztgenannter beim Tode seines Vaters noch kein Jahr alt war.
1625 wurden Christoph Martin von Degenfeld, der sich als Feldherr in schwedischen, französischen und venezianischen Diensten einen Namen gemacht hat, sowie sein Bruder Christoph Wolfgang und deren Vetter Christoph Jacob von der Neuhauser Linie in den Freiherrenstand erhoben. Christoph Martins Sohn Maximilian, Freiherr und Panierherr auf Hohen-Eybach, Pfälzischer geheimer Rat, (1645–1697) starb als einziger eines natürlichen Todes und hinterließ zwei Söhne: Phillipp August und Christoph Martin II. (1689–1762).
Die Tochter Christoph Martins II., Marie Luise von Degenfeld (1634–1677) wurde die zweite Frau des Kurfürsten Karl I. Ludwig. Sie hat auf alle kurpfälzischen Ansprüche verzichtet, wofür sie und ihre Nachkommen 1670 mit der Lehensherrschaft über Stebbach und dem Raugrafen-Titel entschädigt wurden. Von ihren 13 Kindern kamen nur acht zu Jahren, und nur die älteste Tochter Karoline heiratete. Sie ging 1683 die Ehe mit Meinhard von Schomberg (1641–1719) ein. Deren jüngste Tochter Maria heiratete 1717 ihren Onkel zweiten Grades Christoph Martin II., der 1716 von Kaiser Karl VI. in den Reichsgrafenstand erhoben worden war. Da der Herzog von Schomberg keinen männlichen Erben hatte, erwarb Graf Christoph Martin II. von Degenfeld durch die Heirat Namen, Wappen und diesen Teil des Besitzes des Hauses Schomberg, allerdings ohne die herzogliche Würde zu erhalten. Seit dieser Zeit nennt sich die Familie von Degenfeld-Schomberg bzw. von Degenfeld-Schonburg.

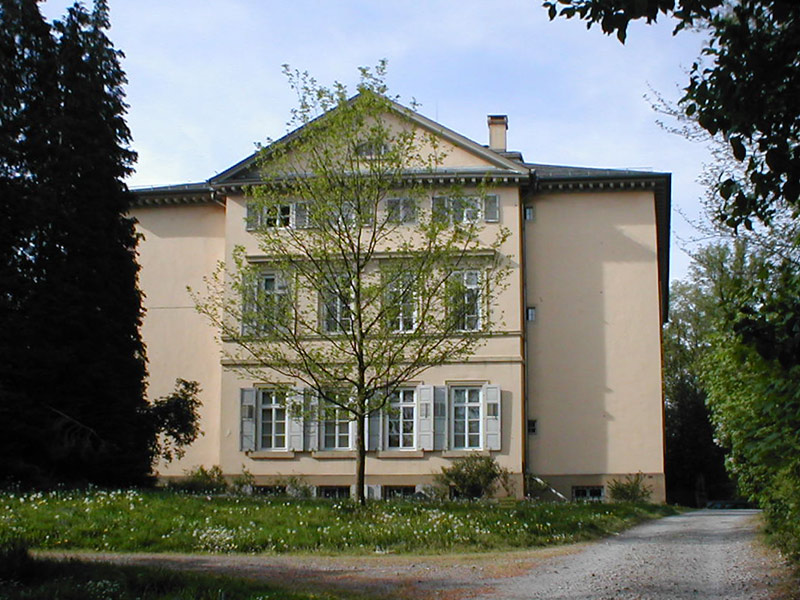
Schloss Schomberg wurde 1820/23 für eine der Familienlinien erbaut und wird bis heute von ihr bewohnt.

Die Familie konnte im 18. Jahrhundert ihren ortsherrlichen Lehensbesitz vergrößern, so von 1704 bis 1797 um die Orte Moosbrunn und Rothenberg. Von 1711 bis 1762 besaß die Familie auch den herrschaftlichen Freihof in Kirchheim unter Teck.
Unter den Söhnen von Christoph Martins II. Sohn August Christoph (1730–1814) spaltete sich die Linie Eybach in vier Linien auf. Gustav Eugen Friedrich Christoph (1764–1807) führte die Eybacher Linie fort, Maximilian (1766–1816) begründete mit der Linie zu Erdöszádo (oder Erdőszáda) in Ungarn, der bis 1945 das Schloss Baktalórántháza gehörte. Friedrich Christoph (1769–1848) begründete die Linie auf Schloss Ramholz (das allerdings nur bis 1790 im Besitz verblieb), Johannes Philipp Christoph (1773–1842) begründete die Linie auf Burg Streichenberg und Schloss Schomberg. Die Eybacher Linie hatte katholische und reformierte Angehörige, die Linien in Ungarn und Ramholz waren reformiert, die Linie in Schomberg ist katholisch. Letztere ließ nahe der Burg Streichenberg durch den badischen Baurat Karl August Schwarz einen neuen Herrensitz errichten: das zwischen 1820 und 1823 im Weinbrenner-Stil erbaute Schloss Schomberg, das heute noch von der Familie bewohnt wird und wo sich auch das Familienarchiv befindet. Eine Grablege der Familie befindet sich auf dem Friedhof in Stebbach.

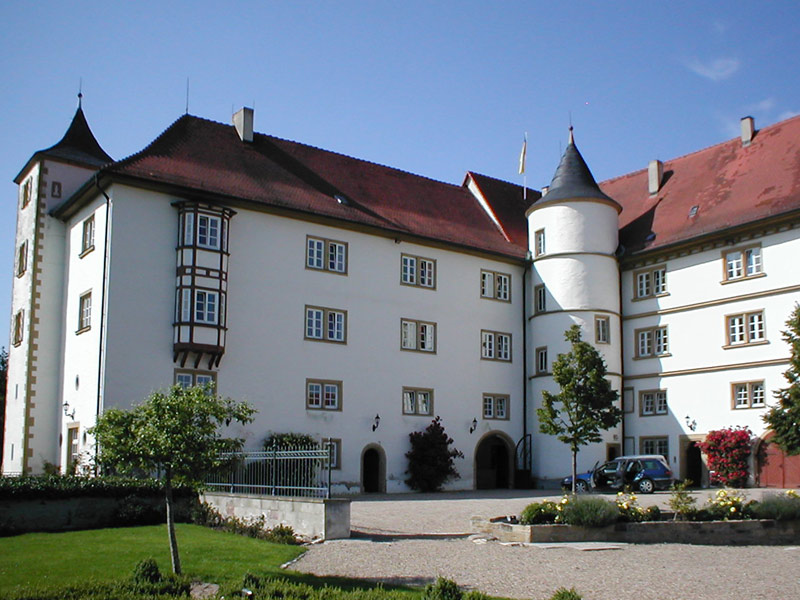
Schloss Neuhaus, erbaut 1596 durch Johann Christoph von Degenfeld
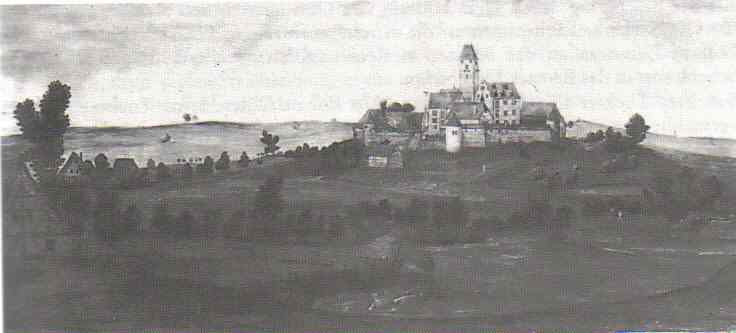
Burg Streichenberg, mit der die raugräfliche Linie im 17. Jahrhundert belehnt wurde
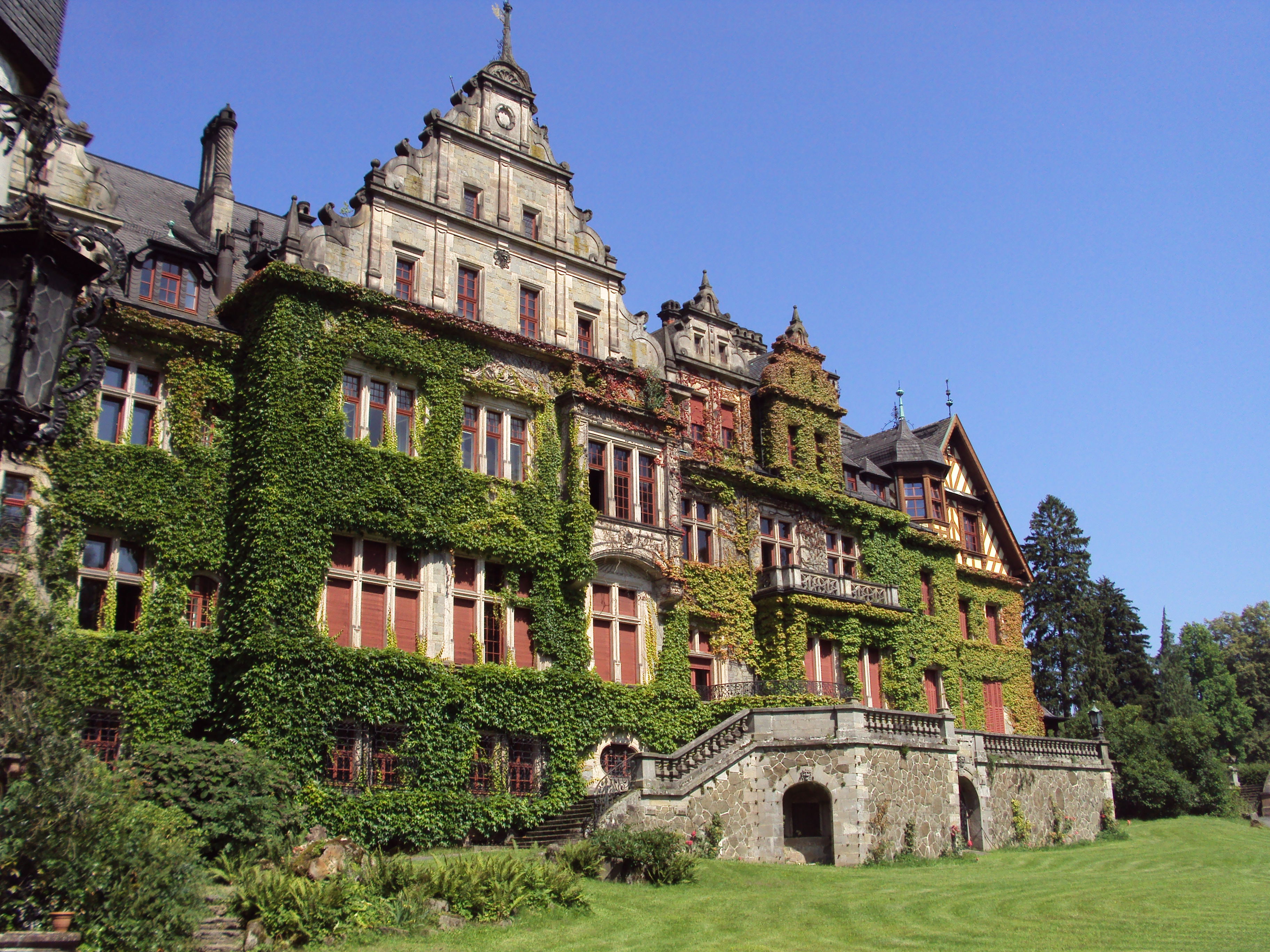
Der Vorgängerbau des Schlosses Ramholz war 1698–1790 im Besitz
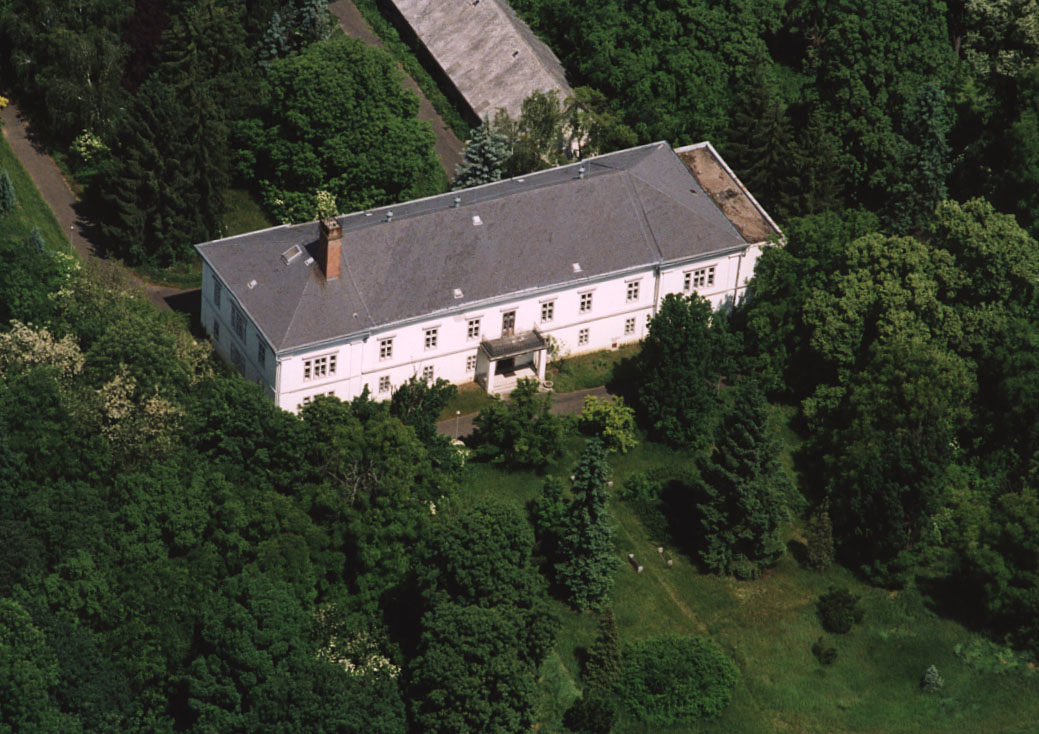
Schloss Baktalórántháza, Ungarn (bis 1945 im Besitz)
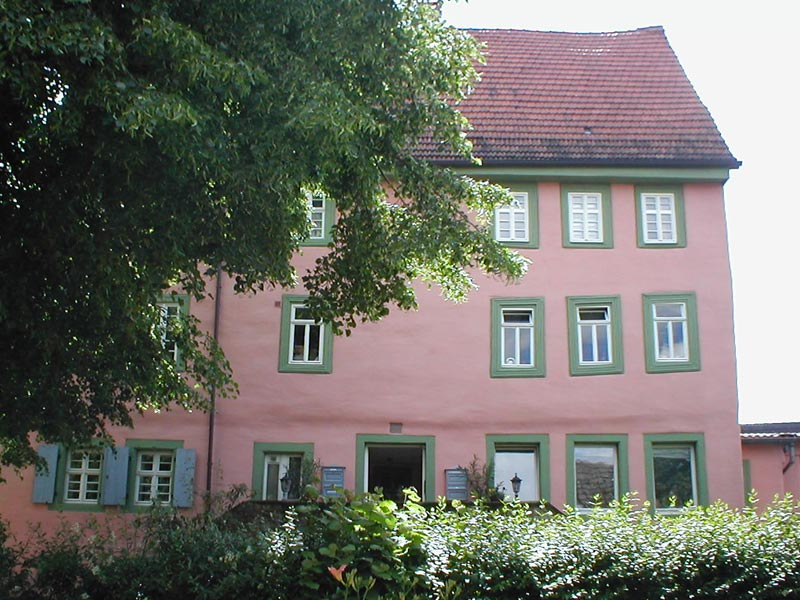
Herrenhaus in Waibstadt

## Wappen

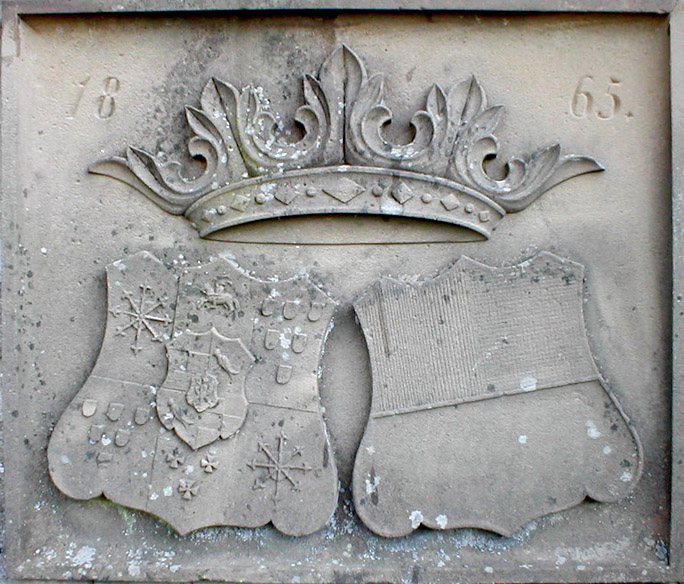
Wappen Degenfeld-Schonburg von 1865 an Familiengrablege in Stebbach

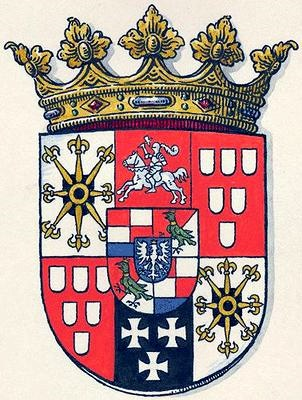
Gräfliches Wappen

- Stammwappen: Über Blau von Rot und Silber geviert. Kleinod: Helm mit zwei über Blau von Rot und Silber übereck-geteilte Büffelhörner. Decken: Rot und Silber.
- Vermehrtes Wappen: Seit Ende des 16. Jahrhunderts nach der Heirat von Christoph von Degenfeld mit Barbara von Stammheim und dem Aussterben der Stammheimer im Mannesstamm. Schild geviertet, 1. und 4. Stammwappen, 2. und 3. Wappen derer von Stammheim, von Rot und Silber schräg geteilt mit einem schreitenden grünen Sittich. Auf dem Schild zwei Helme: 1. Degenfeld, 2. Stammheim, ein rot und silber schräggeteilter Schwanenrumpf.
- Freiherrliches Wappen: Schild vermehrt mit einem blauen Herzschild, der einen silbernen Adler enthält. Auf den Schild kam noch zwischen die beiden anderen ein dritter Helm mit blau silbernen Decken und dem Adler des Herzschilds als Kleinod.
- Gräfliches Wappen: Das gräfliche Wappen hat den oben beschriebenen als Mittelschild eines Rückschildes, der gespalten und zweimal geteilt, in 1. und 6. in Silber vor einem # Schildlein ein Rad von acht g. Gleven, 3. und 4. in Rot sechs (3, 2, 1) silberne Schildlein, in Rot einen geharnischten Ritter mit Morgenstern oder Streitbeil auf silbernem Ross und 5. in # drei (2, 1) silberne Ordenskreuze enthält. (Wappen der Herzoge von Schomburg, welches der erste Graf von Degenfeld als Heiratswappen dem seinigen beifügte und zugleich den Namen davon annahm.) Auf dem Schild ruht die Grafenkrone. Schildhalter: Rechts ein n. Löwe, links ein silberner Greif, beide widersehend.

## Bedeutende Vertreter

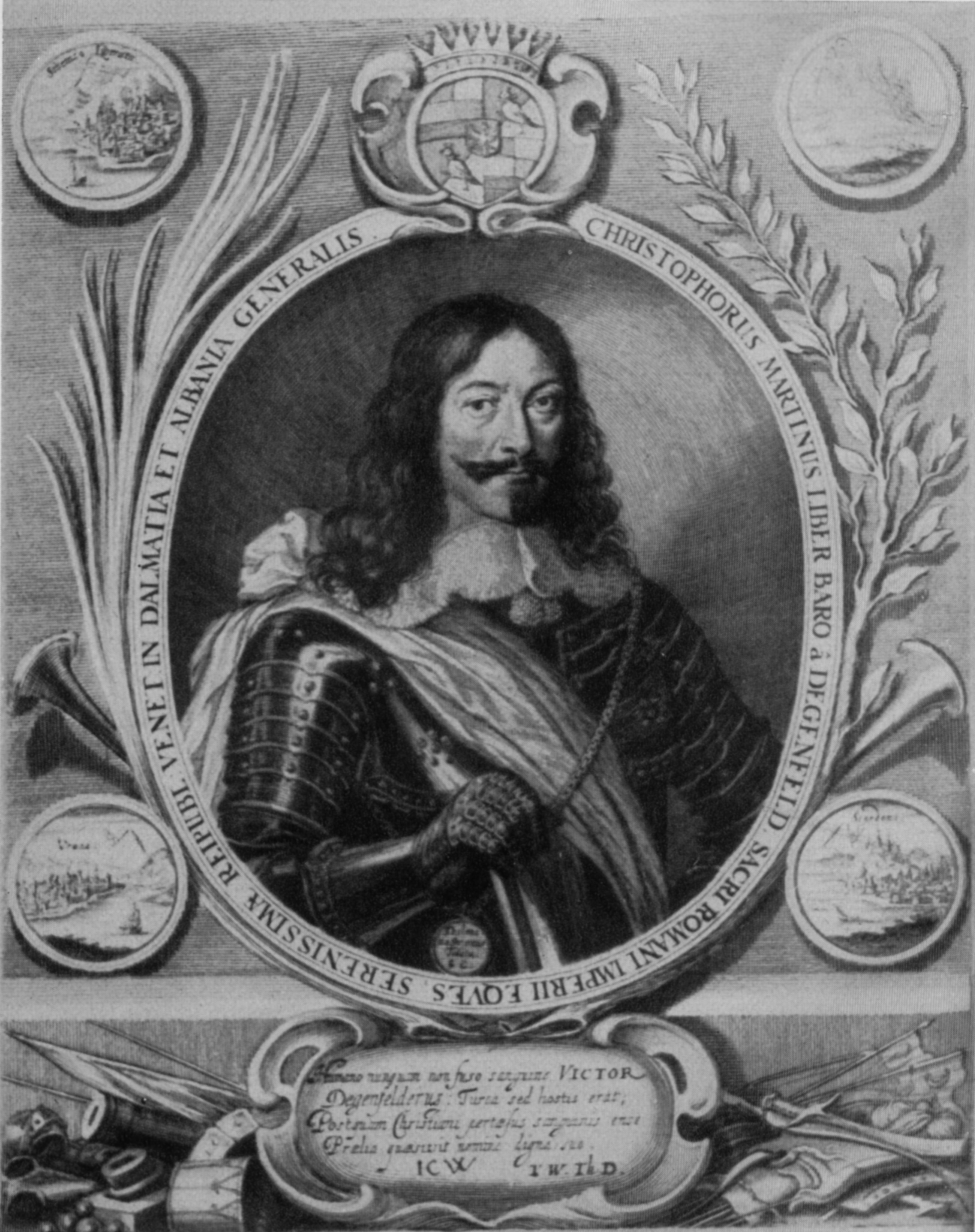
Christoph Martin von Degenfeld (1599–1653)
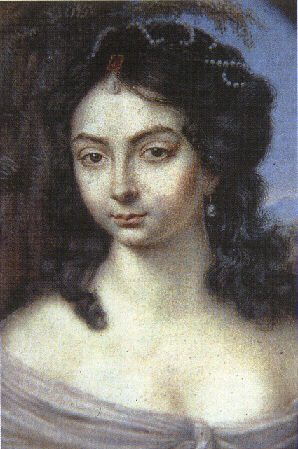
Marie Luise von Degenfeld (1634–1677)
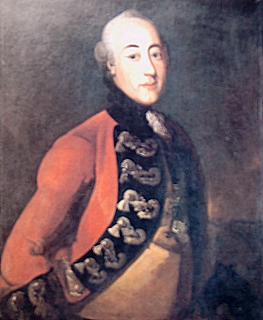
August Christoph von Degenfeld-Schonburg (1730–1814), Oberst und Kammerherr. Ritterrat des Kantons Kocher
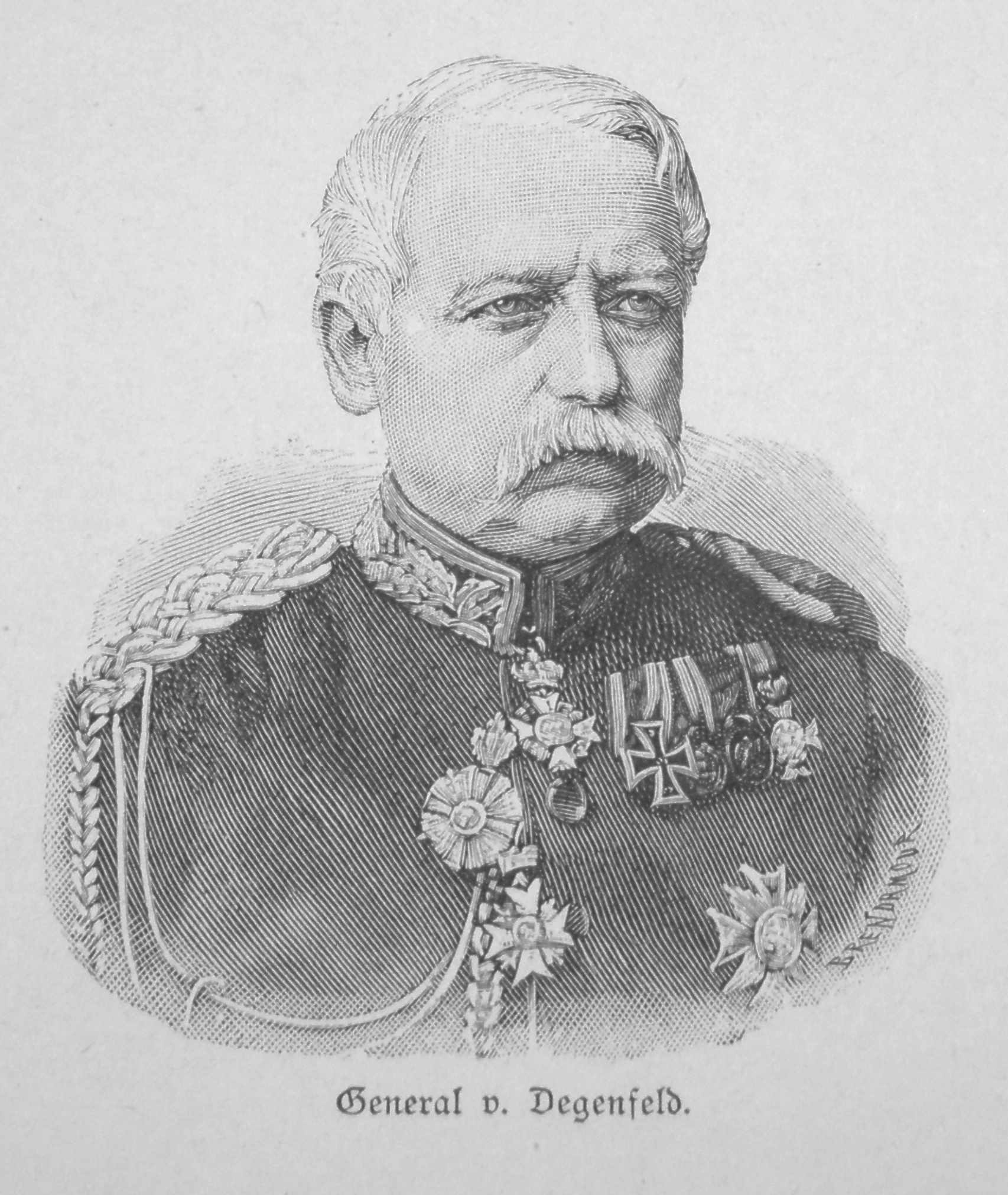
Alfred von Degenfeld (1816–1888), Generalleutnant und Reichstagsabgeordneter

- Christoph Martin von Degenfeld (1599–1653), Freiherr auf Dürnau, Eybach und Neuhaus, Heerführer zunächst unter Wallenstein und Tilly, dann Gustav Adolf, zuletzt in venezianischen Diensten
- Marie Luise von Degenfeld (1634–1677), die Raugräfin, morganatisch angetraute Ehefrau des Kurfürsten Karl Ludwig von der Pfalz
- Maximilian von Degenfeld (1645–1697), Diplomat und Kammerherr
- Hannibal von Degenfeld (1648–1691), ebenfalls Heerführer gegen die Türken in venezianischen Diensten, Generalkapitän der Republik Venedig
- Christoph Martin von Degenfeld-Schonburg (1689–1762), königlich preußischer General, Diplomat sowie wirklicher Staats- und Kriegs-Minister
- Friedrich Christoph von Degenfeld-Schonburg (1769–1848), österreichischer Generalmajor, Mitglied der kurhessischen Ständeversammlung
- August von Degenfeld-Schonburg (1798–1876), österreichischer Feldzeugmeister, k.k. Kriegsminister
- Ferdinand Christoph von Degenfeld-Schonburg (1802–1876), württembergischer Diplomat und Gesandter, Konvertit zum Katholizismus
- Götz Christoph von Degenfeld-Schonburg (1806–1895), württembergischer Offizier und Adjutant des Königs, Konvertit zum Katholizismus, Landtagsabgeordneter
- Alfred von Degenfeld (1816–1888), preußischer Generalleutnant und Reichstagsabgeordneter
- Ferdinand von Degenfeld (1835–1892), K.u.K Feldmarschallleutnant
- Kurt von Degenfeld-Schonburg (1838–1888), württembergischer Landtagsabgeordneter
- Ludwig von Degenfeld (1843–1922) K.u.K. Geheimrat und Obergespan des Komitats Nograd, erbl. Mitglied des ung. Magnatenhauses
- Friedrich von Degenfeld-Schonburg (1878–1969), preuß. Oberpräsident von Niederschlesien
- Ferdinand Götz von Degenfeld (1882–1952), o. Prof. der Staatswissenschaften an der Universität Wien, Mitglied der österr. Akademie der Wissenschaften[3]
- Veronica von Degenfeld (* 1964), Malerin und Glaskünstlerin

## Stammtafel (Auszug)
- Konrad ⚭ Adelheid von Rinderbach
  - Johann II. ⚭ Anna von Venningen
    - Martin (1420–1496) ⚭ Anna von Zyllnhardt
      - Wilhelm (1470–1533) ⚭ Gertrude von Neuhausen
        - Martin (1500–1557) ⚭ Ursula von Plieningen
          - Christoph von Degenfeld (1535–1604) ⚭ Barbara von Stammheim
            - Johann Christoph I. von Degenfeld (1563–1613), Linie Neuhaus (1921 im Mannesstamm erloschen)
            - Konrad von Degenfeld († 1600), Linie Eybach (spätere gräfliche Linie Degenfeld-Schonburg, besteht bis in die Gegenwart)
            - Anna († 1590), Äbtissin in Oberstenfeld
            - Magdalena († 1606)
            - Maria († nach 1599)
            - Margareta Anna († 1642) ⚭ Conrad Ludwig Thumb von Neuburg († 1601), Wilhelm VII. Adelmann von Adelmannsfelden

### Linie Neuhaus
- Johann Christoph I. von Degenfeld (1563–1613) ⚭ Barbara von Reischach
  - Maria Elisabeth
  - Anastasia († 1630) ⚭ Hans Wilhelm von Gemmingen (1573–1615), Dietrich von Gemmingen (1584–1659)
  - Christoph Jacob von Degenfeld († 1646) ⚭ Anna Margaretha von Helmstatt († 1631), Barbara Freiin von Horneck († 1652)
    - Anna Juliana ⚭ Johann Friedrich Rüdt von Collenberg
    - Anna Barbara
    - Christophora Pleikarda
    - Pleikard Christoph, kaiserl. Kapitänleutnant, † in Italien
    - Christoph Martin von Degenfeld († 1684), Generalleutnant der Republik Venedig
    - Johann Christoph II. von Degenfeld († 1680) ⚭ Veronica Benigna von Dachenhausen
      - Eberhard Friedrich († 1681/82)
      - Luisa Sophia († nach 1730)
      - Charlotta Maria (1680–1730)
      - 5 früh gestorbene Kinder: Maximilian August, Johann Christoph III., Johann Christoph IV., Juliana Veronica, Charlotta Benigna
      - Christoph Friedrich I. von Degenfeld († 1705) ⚭ Maria Magdalena von Neipperg († 1728)
        - Johann Friedrich I. (1683–1760) ⚭ Maria Friederica Felicitas Göler von Ravensburg (1697–nach 1765)
          - Christoph Ferdinand II. (1716–1742) ⚭ Maria Elisabeth von Gemmingen-Hornberg (1719–1783)
            - Friederika Juliane Wilhelmine (*/† 1742)

          - Christoph Friedrich II. (*/† 1725)
          - Ferdinand August Friedrich (1730–1734)
          - Maria Bernhardina Friederica (1715–1762) ⚭ Johann Bernhardt Göler von Ravensburg
          - Charlotte Ernestine (1718–1793) ⚭ Ludwig Gottfried Rüdt von Collenberg
          - Sophia Wilhelmine (* 1721), Hofdame in Neuenstadt
          - Luisa Magdalena (* 1723)
          - Auguste Eberhardine Christiane (* 1727) ⚭ N. von Kühlau
          - Juliane Sabine (1728–1812)
          - Ludwica Ernestina (1732–1734)
          - Constantia Elisabeth Juliana (*/† 1734)
          - Carolina Maria (* 1735) ⚭ Rudolf von Neubronn, Johann Ferdinand von Adelsheim

        - August Maximilian (1687–nach 1716)
        - Johann Ludwig Reinhard (* 1691)
        - Johann Albrecht Friedrich (1693–1723) ⚭ Sophia Helena von Gemmingen-Widdern
          - Maria Christina Johanna (* 1715) ⚭ Georg Anton von Schauroth (1695–1790)

      - Ferdinand Friedrich I. (1661–1717) ⚭ Maria Philippine Dorothea von Helmstatt († um 1706), Maria Magdalena von Stetten
        - Johann Friedrich Ludwig (* 1689)
        - Carl Gottfried (1690–1727) ⚭ Susanna Magdalena Buhl
          - Caroline Margaretha ⚭ N. von der Mühlen
          - Philippina ⚭ N. von Massenbach

        - Wilhelm Heinrich Friedrich (1696–1714)
        - Charlotte Dorothea Maria († 1720)
        - Luise Philippine
        - Wilhelmina ⚭ N. von Henzig
        - Christoph Ferdinand I. (1699–1766) ⚭ Clara Juliana von Gemmingen-Widdern († 1766)
          - Reinhard Philipp Friedrich (1722–1784) ⚭ Johanna Sophia Juliana Christiana von Gemmingen-Widdern (1725–1766), Charlotte Wilhelmine von Gemmingen-Widdern (1733–1790)
            - Johann Christoph Philipp (* 1751)
            - Christoph Friedrich Philipp (*/† 1753)
            - Wilhelm Ferdinand Friedrich (1757–1819) ⚭ Wilhelmina Auguste Göler von Ravensburg (1766–1785), Franziska Eleonore von Ellrichshausen (1753–1791), Johanna Carolina Benedikta von Gemmingen-Hornberg (1763–1851)
              - Johann Friedrich Engelhard (1784–1810/20)
              - Luise Carolina Charlotte (1787–1843) ⚭ Jakob Heidenreich (1789–1850)
              - Wilhelm Christoph Ferdinand Maximilian (*/† 1793)
              - August Wilhelm Friedrich (1795–1845) ⚭ Henriette von Gemmingen-Hornberg (1797–1849)
                - Udo Ernst Ferdinand Ludwig Friedrich (1820–1858) ⚭ Maria Katharina Imhof (1827–1886)
                  - August Ferdinand Friedrich Edmund Christoph (1853–1921) ⚭ Johanna Emilie Anna von Hagen (1868–1911)
                    - Hertha Gabriele Anna Eugenie Henriette Ernestine (1864–1963) ⚭ Eberhard von Gemmingen-Hornberg (1883–1952)
                    - Ruth Margarete Johanna Marie (* 1900) ⚭ Albrecht Hugo Thumb von Neuburg (* 1887)

                  - Franz Eugen Christoph (1856–1901)
                  - Henriette Emma Therese Ida (1854–1927)
                  - Maria Therese Emma (*/† 1857)

                - Friedrich Ferdinand August (1829–1832)
                - Juliana Katharina (1821–1832)
                - Emma (* 1821) ⚭ Carl Theodor Jäger
                - Maria Sophia (1824–1825)
                - Bertha Caroline Theresia (1825–1832)
                - Theresia Caroline (*/† 1827)
                - Henriette (1827–1901) ⚭ August Reudter
                - Luise Therese (* 1831) ⚭ Georg Steinwachs († 1876)
                - Anna Maria Luise (1832–1893) ⚭ Carl Anton Johann von Türckheim (1823–1873)
                - Ida Caroline Luise Juliane Wilhelmina (1834–1893)
                - Luise Augusta (1835–1836)

              - Wilhelm Karl Friedrich (1796–1799)
              - Amalie Eleonore Juliana (1798–1799)
              - Dorothea Sophie Luise Christiana (1800–1880) ⚭ Ernst Franz Ludwig von Gemmingen-Hornberg (1795–1834)
              - Caroline Amalie Juliane (1801–1856), Äbtissin des adeligen Damenstifts Pforzheim
              - Juliane Auguste Wilhelmine (1802–1873) ⚭ Friedrich von Alberti (1795–1878)
              - Bertha Mathilde (* 1804)

            - Juliana Christiana Louisa (*/† 1754)
            - Philippina Friederica Wilhelmine (* 1755)
            - Juliana Christiana (* 1756)
            - Johanna Ernestine (* 1760)
            - Auguste Charlotte (1763–1821) ⚭ Philipp Dietrich von Gemmingen-Widdern (1751–1807)

          - Ferdinand Friedrich II. (1728–1736)
          - Christoph Eberhard Friedrich (1737–1792) ⚭ Sophia Luise Salome von Stain zum Rechtenstein (1740–1811)
            - Johann Christoph III. (1769–1849) ⚭ Katharina Elisabeth von Grimmel († 1804), Helena Elisabeth von Zoller
            - Christoph Ferdinand IV. Philipp (1772–1858) ⚭ Augusta von Freystedt (1780–1861)
              - Ferdinand Christoph Eberhard Friedrich (1811–1844) ⚭ Bianca von Kniestedt
                - Charlotte Caroline Josephine Luise (* 1839)

              - Alfred (1816–1888) ⚭ Augusta Gräfin von Sponeck (1823–1890)
                - Ferdinand Edmund Karl Alfred (1850–1870)
                - Hedwig Eberhardine Eleonora Auguste Gabriele Caroline (1845–1903) ⚭ Alexander Franz Dietrich von Gemmingen-Fürfeld (1838–1913)
                - Auguste Caroline Maria (1847–1921) ⚭ Leopold Theodor von Adelsheim (1838–1897)
                - Wilhelmine (1860–1887)

            - Christoph Eberhard Friedrich Wilhelm (1776–1809)
            - Sofia Auguste Luise Johanna (1767–1802) ⚭ Karl Friedrich von St. André (1747–1790), Karl Philipp von Gemmingen (1771–1831)
            - Henriette Charlotte Philippine (1770–1846) ⚭ Joseph August Friedrich von Liebenstein
            - Eberhardine Henriette Christiana (1773–1847) ⚭ 1803 Karl Philipp von Gemmingen (1771–1831)
            - Leopoldine Benedicta Juliane (*/† 1777)
            - Henriette Wilhelmine Dorothea Juliane (1780–1783)
            - Eleonore Clara Sophie (1781–1862) ⚭ Philipp von La Roche (1770–1842)

          - Christoph Ferdinand III. Friedrich (1739–1812) ⚭ Dorothea Regina Eleonore von Stain zum Rechtenstein (1744–1799)
            - Christoph Gottfried Eberhard Ferdinand (*/† 1774)
            - Christoph Wilhelm Ferdinand (1776–1831) ⚭ Friederike Sebastiane Philippine von Gemmingen-Guttenberg (1785–1811), Theresa Wilhelmine Friederike Carolina von Closen († 1834)
              - Reinhard Christoph Ferdinand Friedrich (1806–1843) ⚭ Wilhelmine von Schweickardt
                - Friedrich Ferdinand Christoph Wilhelm (* 1839)

              - Friedrich Reinhard Sebastian (*/† 1811)
              - Edmund Reinhard Friedrich Wilhelm Christoph Hektor (1817–1870) ⚭ Maria Adelheid Luise Sophie von Hardenburg-Wiederstedt (1835–1907)
              - Friedrich Wilhelm Hektor Ludwig Reinhard Christoph August (1818–1865)

            - Wilhelm Friedrich Eberhard Bernhard (1778–1855) ⚭ Carolina Friderica von Maler (1783–1830)
              - Eugen (1812–1831)

            - Elisabetha Henriette Eleonore (1770–1797)
            - Johanna Sophia Benedicta (1771–1779)
            - Leopoldine Charlotte Clara (1774–1775)
            - Sophie Juliana Johanna Charlotta (1783–1790)

          - Maria Sophia Juliana Christiana (* 1724) ⚭ Carl Leberecht von Proeck
          - Wilhelmina Friederica (1725– nach 1767) ⚭ Ludwig Friedrich von Stein
          - Maria Philippina (1726–1800)
          - Maria Auguste Luise (1729–1805)
          - Friederike Helena (1732–1805)
          - Maria Sophia Christiana (1736–1772) ⚭ Wolfgang Christoph von St. André (1713–1769)

### Linie Eybach
- Konrad von Degenfeld († 1600) ⚭ Margareta von Zyllnhardt
  - Konrad († vor 1608)
  - Christoph Wilhelm († 1624)
  - Christoph Wolfgang († 1631)
  - Christoph Martin (1599–1653) ⚭ Anna Maria Adelmann von Adelmannsfelden († 1651)
    - Ferdinand (1629–1710), pfälzischer Geheimrat; Landesstatthalter
    - Gustav († 1659), schwedischer Oberst
    - Adolf († 1668), venezianischer Oberst
    - Christoph (1641–1685), Offizier in venetianischen, sächsischen und pfälzischen Diensten, ⚭ Juliane Susanne von Neideck (Neidegg). Sohn: Christoph Ferdinand von Degenfeld Freiherr auf Hohen-Eybach, Dürnau, Neuhausen usw. (1677–1733), Oberst ⚭ (I) 1703 Sophie Charlotte v. Bärner (v. Barner) (1684–1713), Tochter des Christoph von Barner, Generalfeldzeugmeister, auf Freyhof, und Elisabeth Euphrosyne v. Klencke; ⚭ (II) Sophia Louisa v. Venningen geb. v. Degenfeld (1690–1763), Tochter des Maximilian von Degenfeld  und Margarete Helena von Canstein
    - Hannibal von Degenfeld (1648–1691), Generalkapitän der Republik Venedig
    - Marie Luise von Degenfeld (1634–1677), Raugräfin zu Pfalz, ⚭ 1658 Karl I. Ludwig von der Pfalz
      - Karl Ludwig zu Pfalz (1658–1688), gefallen bei Negroponte
      - Karoline Elisabeth (1659–1696) ⚭ 1683 Meinhard Herzog von Schomberg, 1. Duke of Leinster (1641–1719)
        - Charles Louis von Schomberg, Marquess of Harwich (1683–1713)
        - Lady Caroline von Schomberg (1686/87–1710)
        - Lady Frederica Susanna von Schomberg (1687/88–1751)
        - Lady Maria von Schomberg (1692–1762) ⚭ 1717 Christoph Martin II. Graf von Degenfeld (1689–1762), Nachkommen siehe dort

      - Luise Raugräfin zu Pfalz (1661–1733), Briefpartnerin ihrer Halbschwester Liselotte von der Pfalz
      - Ludwig (1662–1662)
      - Amalie Elisabeth (1663–1709), Briefpartnerin ihrer Halbschwester Liselotte von der Pfalz
      - Georg Ludwig (1664–1665)
      - Frederike (1665–1674)
      - Friedrich Wilhelm (1666–1667)
      - Karl Eduard (1668–1690)
      - Sofie (1669–1669)
      - Karl Moritz (1671–1702)
      - Karl August (1672–1691)
      - Karl Kasimir (1675–1691), gestorben im Duell in Wolfenbüttel „an übermäßigem Trunke“

    - Maximilian (1645–1697), pfälzischer Offizier und Diplomat ⚭ Amalia von Landas (1647–1683), 1686 Helene von Canstein (1665–1746)
      - Philipp August (1687–1750), Königlich Schwedischer und Fürstlich Hessen-Kasselischer General-Lieutenant und Gesandter
      - Christoph Martin II. Graf von Degenfeld-Schonburg (1689–1762), preußischer General, Kriegsminister, ⚭ Maria von Schomberg (1692–1762)
        - Elisabeth Dorothea (1718–1771) ⚭ Carl Graf von Wiser († 1770)
        - Friedrich Christoph Graf von Degenfeld-Schonburg (1721–1781), Generalmajor, extraordinairis envoyé und minister plenipotentaris ⚭ Luise Suzanne von Nassau
        - Friederike Sophia (1723–1789) ⚭ Graf Heinrich von Bünau (1720–1784)
        - Margaretha Amalia (1727–1790) ⚭ Karl Reinhard Röder von Schwerde († 1788)
        - August Christoph Graf von Degenfeld-Schonburg (1730–1814) ⚭ Friedrike Helene Elisabeth Freiin zu Riedesel (1742–1811)
          - Gustav Eugen Friedrich Christoph (1764–1807) ⚭ Friederike von Berlichingen, 1795 Marianne Charlotte von Berlichingen († 1836), Schwester seiner ersten Frau
            - Friederike (1796–1869) ⚭ Jean Frédéric de Turckheim (1780–1850)
            - Christoph Martin Maximilian Friedrich von Degenfeld-Schonburg (1797–1866) ⚭ Charlotte von Dürckheim-Montmartin (1803–1831), Auguste von Normann-Ehrenfels (1815–1897)
              - Alfred Ferdinand Christof (1826–1906) ⚭ Anna von Hügel (1833–1915)
                - Julie (1871–1942) ⚭ Jan Wendelstadt, Hans-Wolfgang von Herwarth
                - Alfred (* 1873)
                - Dorothea Elisabeth (1877–1969) ⚭ Hans Eberhard von Bodenhausen (1868–1918)
                - Christof Martin (1866–1908) ⚭ Ottonie von Schwartz (1882–1970)
                  - Marie Therese (* 1908-2005) ⚭ Ralph Miller (1902–1960)

              - Kurt August Ferdinand von Degenfeld-Schonburg (1838–1888) ⚭ Gabriele von Riese-Stallburg (1847–1930)
                - Elisabeth Charlotte (* 1870)
                - Gabriele Auguste (1872–1894)
                - Gabriele Philippine (* 1874)
                - Conrad Friedrich (1875–1952) ⚭ Helene Josephine von Degenfeld-Schonburg (1884–1962)
                  - Martin Konrad (1913–1979)

              - Hannibal Christof von Degenfeld-Schomburg (* 1839) ⚭ Philippine von Ulm zu Erbach (* 1836)
                - Hans (* 1867)
                - Margarethe (* 1876)

              - Christof Martin Friedrich (1824–1878)
              - Friedrich Raimund Constantin (1842–1883) ⚭ Eugenie von Jobst (1857–1890)
                - Friedrich (1878–1969) ⚭ Huberta von Berlepsch (1883–1968)
                  - Valeska Luise (* 1906) ⚭ Hermann Hilbert (1899–1934)
                  - Barbara Helene (1909–1996) ⚭ Rüdiger von Hagen (1906–1993)

                - Maximilian Konstantin (1879–1945) ⚭ Elsa von Bilfinger (1880–1950)
                  - Wolfgang Dietrich (1904–1971) ⚭ Elsa Ruoff (1910–1977)
                    - Wolf-Dieter (* 1941) ⚭ Rosemary Gritzka (* 1941)
                      - Christoph Martin (* 1981)

              - Luise Helene (* 1853)

            - Josephine (* 1800) ⚭ Friedrich von Mandelsloh (1795–1870)
            - Ferdinand Christoph (1802–1876) ⚭ Anna Katharina Wanner
            - Luise (1804–1858) ⚭ Henri de Turckheim (1789–1849)
            - Götz Christoph von Degenfeld-Schonburg (1806–1895) ⚭ Ernestine Varnbühler von Hemmingem (1813–1862)
              - Maria (* 1833)
              - Ferdinand Christoph Eberhard von Degenfeld-Schonburg (1835–1892) ⚭ Maria von Wenckheim (1854–1927)
                - Ferdinand Götz (1882–1952) ⚭ Maria von Biegeleben (1893–1995)
                  - Ferdinand (1923–1945)
                  - Gottfried (1925–2005) ⚭ Wilhelmine Gabriele zu Windisch-Grätz (* 1930)
                    - Ferdinand (* 1960) ⚭ Madeleine Nowina-Konopka (* 1963)
                      - Ferdinand (* 1991)
                      - Franziska Maria (* 1993)
                      - Katharina Maria (* 1994)
                      - Benedikt Johannes (* 1996)
                      - Felicitas (* 1998)

                    - Alix (* 1962)
                    - Veronica (* 1964)
                    - Mainhard (* 1966)
                    - Marie-Gabrielle (* 1971) ⚭ Ferdinand Fürst zu Castell-Castell (* 1965)

                  - Christoph-Anton (1929–1973) ⚭ Rosalie d’Espagne de Venevelles (* 1936)
                    - Franz Joseph (1962–2006) ⚭ Andrea zu Schaumburg-Lippe (* 1960)
                      - Marie Franziska (* 1994)
                      - Anton-Nicolas (* 1996)
                      - Johannes Georg Albrecht Christoph Maria (* 1998)

                    - Stephan (* 1964) ⚭ Franziska von Ow (* 1965)
                      - Alix Dorothee Franziska Rosalie Walburga (* 2000)
                      - Christoph Felix Stephan Georg Maria (* 2001)
                      - Patrick Michael Urs Konrad Maria (* 2003)

                    - Georg (* 1966) ⚭ Ina Felger (* 1972)
                      - Louise Angela Rosalie (* 2002)
                      - Franziskus Friedemann Andreas (* 2005)
                      - Cécilie Barbara Gabrielle (* 2008)
                      - Joseph Christoph Georg (* 2011)

                    - Michael (* 1969) ⚭ Birgit van Kaick (* 1968)

                - Franz Joseph (1888–1968) ⚭ Violanta von Gebsattel (1893–1989)
                - Heinrich (1890–1978)
                - Anton (* 1891)

              - Agnes (* 1838) ⚭ Klemens Baron von Benningen († 1864), Karl Baron von Benningen
              - Eberhard Christoph Maximilian (* 1844) ⚭ Karoline von und zu Dalberg (* 1851)
                - Ernestine Kunigunde Marie (* 1880)
                - Marie Agnes Ludovika (* 1885)

          - Dorothea Luise (1765–1827) ⚭ Christian Karl zu Erbach-Fürstenau (1757–1803)
          - Maximilian (1766–1816), Linie zu Erdöszádo
          - Friedrich Christoph Graf von Degenfeld-Schonburg (1769–1848), Linie zu Ramholz
          - Johannes Philipp Christoph (1773–1842), Linie zu Schomberg
          - Henriette (1776–1847) ⚭ Friedrich zu Solms-Laubach (1769–1822)

#### Linie zu Erdöszádo
Maximilian (1766–1816) ⚭ Anna von Teleky-Szék (1780–1841)
- Otto August Christoph (1801–1849) ⚭ Augusta von Teleky-Szék (1813–1876)
  - Ludwig Josef Christof (1843–1866) ⚭ Ilona Dessewffy von Czerneck und Tarkö (1843–1938)
    - Katharina Auguste Helene (* 1877)
    - Johanna Katharina Ludovika (1879–1974)
    - Christoph Otto Imre Ludwig (1881–1947) ⚭ Margit Gerliczy (1886–1967)
      - Anna Margarete Helene Gisela Luise Isabella Maria (1908–1973)
      - Helene Margarete Olga Katharina Ludovika (* 1912)
      - Stefan (1916–1995) ⚭ Eva Istvan (1922–1994)
        - Klara (1945–1987)
        - Istvan (* 1957) ⚭ Barbara Nagy (* 1960)
          - Peter Otto (* 1984)
          - Susanne-Barbara (* 1989)

      - Christoph (1921–1944)

    - Nikolaus Ladislaus Christoph Edmund (1882–1955)
    - Helene Josephine Maria Margit (1884–1962)
    - Ludovika Ottilia Helene (* 1887)

  - Josef Maximilian Christof (1847–1870) ⚭ Maria Magdalena Ottilie Szilassy von Szilas und Pitas (1849–1892)
    - Otto Josef Christof (1872–1937) ⚭ Marianne Jankovich (1874–1953)
      - Ferdinand Christoph (* 1912) ⚭ Adriana Hoen
      - Maria (* 1915)
      - Otto (* 1921) ⚭ Susanne Somssich de Saard (* 1928)
        - Paul Christoph Otto Ferdinand (* 1959) ⚭ Susanna Maria Grundler (* 1965)
          - Lina Klara Elisabeth (* 1994)
          - Markus Christoph Nikolaus (* 1996)
          - Leo (* 1997)

    - Maria (* 1875)
    - Auguste Maria (* 1876)
- Emmerich Christof (1810–1883) ⚭ Pauline Susanne von Beck (1815–1856)
  - August Geza Emmerich Christof (1835–1896) ⚭ Melanie Gräfin Karacsay von Walje Sycka (* 1846)
    - Imre Paul Arthur Christof (1869–1955) ⚭ Elisabeth Kis (* 1900)
    - Pál Imre Arthur Christof Kalaman Sandor (1871–1952)
    - Pauline Anna Melania Melitta (* 1876)

  - Anna (1836–1855) ⚭ Giulio Odescalchi, Herzog zu Syrmien und Bracciano
  - Ilona Johanna (* 1839) ⚭ Kálmán Tisza (1830–1902)
  - Bertha Clara Mathilde Ferdinande (* 1843)
  - Emma (1844–1901) ⚭ Tibor Graf Karolyi von Nagy-Károly
- Paul Christof (1814–1880) ⚭ Mathilde von Degenfeld-Schonburg (1812–1851)
  - Marie (* 1840) ⚭ Michael Bechy
  - Christoph Emmerich Alexander (1841–1922) ⚭ Therese Wesselenyi
    - Maximilian Christoph (1884–1983) ⚭ Elisabeth Teleki (1896–1981)
      - Alexander (* 1922) ⚭ Agnes Gräfin Bethlen (* 1928)
        - Marie-Therese (* 1955) ⚭ Thomas Friedrich Werner Lindner (* 1951)

      - Paul Franz August Christoph (* 1924) ⚭ Anna Huberta zu Salm-Salm (* 1935)
      - Anna Therese Andrea Marie Cecilie (* 1927) ⚭ Marius Raboczi, Paul Paede

    - Paul Christoph (* 1884)
    - Adelbert  (* 1887)

#### Linie zu Ramholz
Friedrich Christoph Graf von Degenfeld-Schonburg (1769–1848), Theresienritter und Generalmajor, ⚭ Luise zu Erbach-Erbach (1771–1830)
- August Christoph Graf von Degenfeld-Schonburg (1798–1876), österreichischer General, Kriegsminister, Feldzeugmeister, ⚭ Elizabeth Watson of Clonbrogan and Bossana (–1888)
  - Christoph Graf von Degenfeld-Schonburg (1831–1908), österreichischer General, ⚭ I. Helene Zichy von Zich und Vásonkeő (1834–1883) ⚭ II. Alice Margaretha Rosenthal (* 1863)
  - Sarah (1835–1859) ⚭ Friedrich von Knobloch († 1893)
- Pauline (1803–1861) ⚭ Ludwig Joseph Graf zu Sayn-Wittgenstein-Berleburg (1784–1857)
- Gustav Christof (1807–1857)
- Adolf Christof (1808–1887) ⚭ Sidonie Gräfin Berényi von Koránes Bereny (* 1819)
  - Anna Auguste (1849–1933) ⚭ Alois Prinz von und zu Liechtenstein (1840–1888)
  - Maria Luise (1851–1924) ⚭ Victor Prinz von Rohan
  - Gustav Adolf Christof (1840–1861)

#### Linie zu Schomberg
Johannes Philipp Christoph (1773–1842) ⚭ Josefine von Venningen (1787–1807), Maria von Venningen (1790–1858)
- Alfred Christof (1810–1875)
- Mathilde (1812–1851) ⚭ Paul von Degenfeld-Schonburg (1818–1880)
- Ottolinde (* 1816), Ehrenstiftsdame des St.-Annen-Ordens in München
- Octavius Christof (1807–1849) ⚭ Charlotte von Roggenbach (1827–1908)
  - Gabriele (1847–1877) ⚭ Sigmund von Bodman
  - Octavius Christof Franziscus Maria Constantin (1849–1929)

## Heute noch lebende Nachfahren
Stammsitz der Familie Degenfeld-Schonburg ist nach wie vor Schloss Eybach bei Geislingen a. d. Steige (Baden-Württemberg). Eine weitere Linie der Familie Degenfeld-Schonburg bewohnt bis heute Schloss Schomberg bei Gemmingen-Stebbach. In Ehrstädt bei Sinsheim leben auf Schloss Ehrstädt inzwischen weibliche Nachfahren, die Freiherren Thumb von Neuburg. Der österreichische Zweig der Familie Degenfeld hat Nachfahren, die in Wien und Niederösterreich (Klosterneuburg) leben, darunter z. B. der Künstler Werner Degenfeld. Auch in Ungarn leben Angehörige der Familie.